# Rufiji (Schiff)
Die Rufiji war ein Schiff des Gouvernements der Kolonie Deutsch-Ostafrika und gehörte somit zur Flottille des Schutzgebietes.

## Geschichte
Die Rufiji wurde 1894 in Kiel für die Verwendung in der Kolonie Deutsch-Ostafrika gefertigt. Am 14. April 1894 verließ das Schiff zusammen mit der Rovuma den Kieler Hafen und startete die Fahrt nach Daressalam. Es wurde nach dem Fluss Rufiji in Deutsch-Ostafrika benannt. Es diente unter anderem als Zollkreuzer und war zu diesem Zweck mit einem Schnellfeuergeschütz bewaffnet. Die Rufiji war das Schwesterschiff der Rovuma. 1910 wurde die Rufiji umgebaut zu einem Wasserprahm.
Im Ersten Weltkrieg versenkte sich die Rufiji am 9. Oktober 1915 in der Rufijimündung bei der Annäherung eines britischen Kriegsschiffes selbst.